# Зернолуск рудобокий
Зернолу́ск рудобокий (Saltator orenocensis) — вид горобцеподібних птахів родини саякових (Thraupidae). Мешкає в Колумбії і Венесуелі.

## Опис
Довжина птаха становить 18,5-19 см, вага 33,7 г. Тім'я тьмяно-сіре з чорнуватим відтінком. Обличчя, скроні, щоки і шия чорні. По боках від дзьоба є невеликі білі плямки. Підборіддя. горло і верхня частина грудей білі, нижня частина тіла рудувата, боки руді, верхня частина тіла тено-сіра. Стернові і махові пера чорнуваті. махові пера мають широкі сірі края. Лапи чорнуваті. дзьоб товстий. міцний, зверху чорний, знизу темно-сірий. виду не притаманний статевий диморфізм. представники підвиду S. o. rufescens вирізняються оранжево-рудою нижньою частиною тіла.

## Підвиди
Виділяють два підвиди:
- S. o. rufescens Todd, 1912 — північна Колумбія (півострів Гуахіра) і північно-західна Венесуела (від північної і південно-східної Сулії на схід до північної Лари і центрального Фалькон);
- S. o. orenocensis Lafresnaye, 1846 — північно-східна Колумбія (Араука, північна Вічада) і північна Венесуела (від східних передгір'ів Анд да схід до Ориноко, зокрема в штатах Кохедес, Апуре, Монагас, Сукре і Дельта-Амакуро, а також на півночі штату Болівар).

## Поширення і екологія
Рудобокі зернолуски живуть в сухих і вологих тропічних лісах та в чагарникових заростях, на берегах пересихаючих річок та на узліссях галерейних лісів. Зустрічаються парами, на висоті до 600 м над рівнем моря. Живляться насінням, плодами, бруньками і безхребетними. Гніздо чашоподібне, розміщується в чагарниках, на висоті від 2 до 5 м над землею. В кладці 2 блакитнувато-зелених яйця, поцяткованих чорними плямками.